# حديقة ميديكال

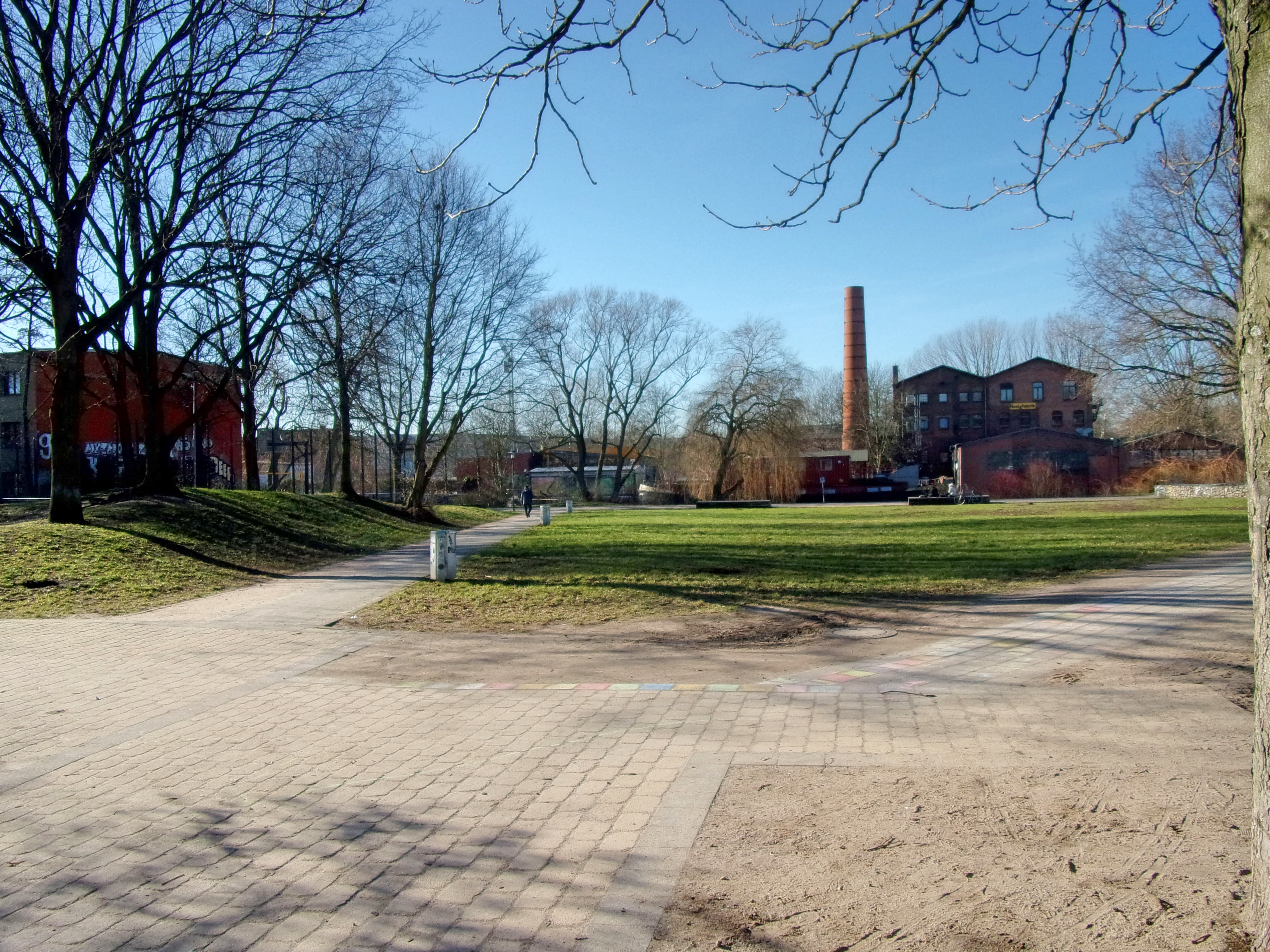
في ويلهمسبورغ: حديقة على ضفاف قناة فيرينغ Sanitaspark

حديقة ميديكال هي مساحة خضراء بها ملعب ومركز رعاية نهارية متكامله في الطرف الشمالي لقناة فيغينغ في منطقة فيلهيمسبورغ, في مدينة هامبورغ الألمانية.

## موقعها
تقع الحديقة في موقع صناعي سابق في فيلهيمسبورغ, في مدينة هامبورغ الألمانية.